# Iván Nova
Iván Manuel Nova Guance  (nacido el 12 de enero de 1987 en San Cristóbal) apodado Super-Nova, es un lanzador abridor dominicano de Grandes Ligas que actualmente es agente libre. Anteriormente militó  para los New York Yankees, Piratas de Pittsburgh, Chicago White Sox y Detroit Tigers.

## Carrera
Nova fue firmado como amateur por los Yankees de Nueva York en 2004. Al final de la temporada 2008, Nova no había avanzado más allá de Clase-A avanzada, donde lanzó para los Tampa Yankees. En diciembre de 2008, Nova fue seleccionado por los Padres de San Diego en la Regla 5. Sin embargo, fue devuelto a los Yankees después de ser reclamado en waivers al final de los entrenamientos de primavera de 2009, durante el cual tuvo una efectividad de 8.31, permitiendo ocho carreras limpias y 13 imparables en 8 innings y dos tercios.
Nova avanzó a Triple-A con Scranton/Wilkes-Barre Yankees en 2009. Después de la temporada 2009, Nova fue añadido al roster de 40 jugadores, para asegurarse de que no fuera seleccionado en la Regla 5 nuevamente.
Después de registrar una efectividad de 2.43 y un WHIP de 1.27 en sus primeras seis aperturas para el Scranton/Wilkes-Barre, Nova fue promovido a las Grandes Ligas el 10 de mayo de 2010. Lanzó tres entradas en blanco en relevo antes de fuera enviado de vuelta a Scranton/Wilkes-Barre.
El 21 de agosto, Nova fue llamado a las Grandes Ligas, e hizo su primera apertura de Grandes Ligas el 23 de agosto. Impresionó a los Yankees en su primera apertura, y se le dio una segunda salida, en sustitución del puertorriqueño Javier Vázquez.
Nova fue seleccionado para la rotación de abridores del Día Inaugural de los Yankees en el 2011. El 20 de junio, Nova tuvo la apertura más larga de su carrera, permitiendo una carrera en ocho entradas ante los Rojos de Cincinnati, sin dar base por bolas, permitiendo cuatro hits y ponchando a 7.
Nova fue enviado a AAA debido al regreso de Phil Hughes al roster desde la lista de lesionados. Nova fue llamado luego a las Grandes Ligas debido a una doble cartelera contra los Orioles de Baltimore el 30 de julio. Nova se consolidó en la rotación de los Yankees después de lanzar 7.2 entrada, permitiendo sólo 6 hits, 1 carrera, 10 ponches, y 0 base por bolas contra los Medias Blancas de Chicago.
Nova acumuló un récord de 16-4 en 2011, el mayor número de victorias para un novato de los Yankees desde que Stan Bahnsen ganó 17 juegos en 1968. Nova fue seleccionado para formar parte en la rotación de abridores de tres hombres de postemporada a partir de finales de la temporada. Fue seleccionado por la revista Baseball America como All-Rookie Team después de la temporada. Nova terminó cuarto en la votación para el Novato del Año de la ￼￼Liga Americana.￼ ￼￼ Actualmente juega para los Pittsburgh Pirates.

## Scouting report
Nova tira cinco lanzamientos: una recta de cuatro costuras (92-97 mph), una recta de dos costuras (89-92 mph), un cambio en círculo (82-85 mph), un slider/cutter (83-85 mph), y una curva 12-6 (76-80 mph). A pesar de que tira todos sus lanzamientos por encima del promedio de control y comando, el mejor lanzamiento de Nova es su recta dos de costura; él ha utilizado su "sinker" para amasar un fantástico porcentuales de bolas rodadas durante su carrera en el béisbol profesional, lo que le ha permitido impulsarse a través de las ligas menores como un prospecto. A pesar de que su velocidad y su bola rompiente no lo hacen llegar a ser considerado como un "prospecto" por la comunidad de Grandes Ligas, el impresionante control de Nova lo coloca en #2 y #3 como potencial abridor en la MLB.